# Anthology (album de Salif Keïta)
Pour les articles homonymes, voir Anthology.
 (mai 2021).
Si vous disposez d'ouvrages ou d'articles de référence ou si vous connaissez des sites web de qualité traitant du thème abordé ici, merci de compléter l'article en donnant les références utiles à sa vérifiabilité et en les liant à la section « Notes et références ».
Albums de Salif Keïta
La Différence
(2009) Talé
(2012)
Anthology est un album de Salif Keïta sorti le 4 avril 2011 chez Emarcy. Il est décrit par sa maison de disque comme contenant onze titres essentiels pour parcourir la carrière du chanteur malien.

## Liste des titres
Les 11 titres de cet album sont :
| No  | Titre                       | Durée |
| --- | --------------------------- | ----- |
| 1.  | Seydou                      | 6:04  |
| 2.  | Mandjou                     | 12:37 |
| 3.  | Calculer                    | 4:18  |
| 4.  | Madan                       | 6:00  |
| 5.  | Yamore (avec Cesária Évora) | 7:23  |
| 6.  | Folon                       | 4:28  |
| 7.  | Lony                        | 7:57  |
| 8.  | Nou Pa Bouger               | 7:17  |
| 9.  | Cono                        | 6:04  |
| 10. | La Différence               | 4:08  |
| 11. | Bobo                        | 5:59  |